# Simon Mason
Simon John Peter Mason (Wirral, 22 ottobre 1973) è un rugbista a 15 irlandese, professionista nel ruolo di estremo con Ulster, Stade français e Benetton.

## Biografia
Simon Mason è nato a Wirral, centro del Merseyside non lontano da Liverpool, da genitori irlandesi.
Militante nel Liverpool St. Helen's, benché inglese optò per rappresentare la Federazione irlandese, per la cui Nazionale esordì nel corso del Cinque Nazioni 1996 contro il Galles (2 trasformazioni e due piazzati, 10 punti); furono solo 3 gli incontri internazionali per l'Irlanda, tutti nel 1996, con 42 punti (12 piazzati e 3 trasformazioni).
Al Richmond nel 1997 in English Premiership, l'anno seguente si trasferì in Irlanda del Nord, all'Ulster, con cui vinse nel 1998-99 la Heineken Cup, poi spese una stagione a Parigi allo Stade français.
Nel 2001 fu ingaggiato in Italia dal Benetton Treviso: con il club biancoverde vinse due titoli italiani, nel 2003 e nel 2004: in entrambi i tornei fu anche il miglior realizzatore del campionato con, rispettivamente, 323 e 322 punti; con il club trevigiano marcò complessivamente 867 punti.
Tornato in Inghilterra militò, come giocatore-allenatore, nell'Orrell (Wigan) e, nel finale di carriera, nel Caldy (Merseyside), in cui disputò il suo ultimo incontro nell'aprile 2008 a seguito della frattura a una gamba, quando aveva comunque già annunciato il suo ritiro; tornato all'insegnamento a tempo pieno al St Anselm College di Liverpool, è anche direttore sportivo della squadra di rugby dello stesso istituto.

## Palmarès
- Campionati italiani: 2
Benetton Treviso: 2002-03, 2003-04
- Heineken Cup: 1
Ulster: 1998-99